# هرمان فریسون
هرمان فریسون (انگلیسی: Herman Frison؛ زادهٔ ۱۶ آوریل ۱۹۶۱) دوچرخه‌سوار اهل بلژیک است.